# Filips II van Nassau-Wiesbaden
Filips II van Nassau-Wiesbaden bijgenaamd ‘der Jungherr’ (1516 – Burcht Sonnenberg, 3 januari 1566), Duits: Philipp II. Graf von Nassau-Wiesbaden, was graaf van Nassau-Wiesbaden, een deel van het graafschap Nassau. Hij stamt uit de Walramse Linie van het Huis Nassau.

## Biografie
Filips was de oudste zoon van graaf Filips I ‘der Altherr’ van Nassau-Wiesbaden en Adriana van Glymes, de oudste dochter van Jan III van Glymes, heer van Bergen op Zoom en Adriana van Brimeu. Filips kreeg zijn opleiding in de Nederlanden, waar hij ook zijn jeugd doorbracht. 

### Bestuur over het graafschap
Filips werd in 1536 door zijn vader als mederegent aangesteld. Ter onderscheid van zijn vader werd Filips ‘der Jungherr’ genoemd.
In 1554 verdeelde Filips ‘der Altherr’ zijn bezittingen tussen zijn twee oudste zoons. Filips ‘der Jungherr’ werd graaf van Nassau-Wiesbaden, en Adolf IV werd graaf van Nassau-Idstein. Adolf overleed reeds in januari 1556, zijn broer Filips was zijn erfgenaam.
In 1564 stond Filips het graafschap Nassau-Idstein af aan zijn jongste broer Balthasar.

### Invoering van de reformatie in het graafschap
Filips ‘der Altherr’ had ten aanzien van de Reformatie een passieve houding aangenomen, wel bleef hij zijn hele leven katholiek. In Wiesbaden werd echter de reformatie reeds in 1543 ingevoerd. Het Klooster Klarenthal werd in 1553 ontbonden. 
Op 26 juni 1553 deed Filips ‘der Jungherr’ de definitieve stap om de reformatie in Idstein door te zetten met de beroeping van een lutherse predikant. Op 20 juli 1553 vond het klooster te Idstein juridisch zijn einde als katholieke instelling, toen Filips de juridische en economische onafhankelijkheid van het klooster introk. Pas na de dood van zijn vader in 1558, voerde Filips, na de opheffing van het klooster, de reformatie in Idstein in.
Ook in Mosbach-Biebrich trachtte Filips de reformatie in te voeren, maar hier bleek de situatie gecompliceerder te zijn. Kerkrechtelijk behoorde de parochie Mosbach tot Klooster Eberbach in de Rheingau. Als beschermheer zette de abt van Eberbach de zittende pastoor in en bepaalde daarmee de religieuze (dus katholieke) oriëntering van de parochianen. Toen probeerde Filips echter de katholieke ceremonies te beëindigen door zich aan de in 1555 te Augsburg overeengekomen godsdienstvrede te conformeren: Ubi unus dominus, ibi una sit religio (waar één heer is, is er ook één religie), d.w.z. degene die de heerschappij in het land uitoefent, bepaalt ook de religieuze overtuiging van de onderdanen. Maar de abt van Eberbach kon zich daarmee niet verenigen. In het nu volgende geschil dreigde Filips de tienden van Mosbach in te houden. Toen gaf de abt toe, omdat het klooster van de inkomsten uit Mosbach afhankelijk was. De katholieke pastoor werd teruggetrokken en in 1560 kwam de eerste protestantse dominee naar Mosbach.

### Overlijden en opvolging
Filips bleef ongehuwd. Hij overleed op 3 januari 1566 in zijn residentie Burcht Sonnenberg en werd begraven in de Mauritiuskerk te Wiesbaden. Deze kerk werd in 1850 door brand verwoest, het grafmonument voor Filips werd beschadigd maar bleef wel behouden. Het is thans onderdeel van de Oudheidkundige Collectie Hertogdom Nassau van het Museum Wiesbaden.
Filips werd opgevolgd door zijn broer Balthasar.

### Buitenechtelijk kind
Filips had één buitenechtelijk kind bij een onbekend gebleven vrouw:
1. Maria van Nassau, gehuwd met Valerius Boppard.

## Voorouders
| Voorouders van Filips II ‘der Jungherr’ van Nassau-Wiesbaden | Voorouders van Filips II ‘der Jungherr’ van Nassau-Wiesbaden                                   | Voorouders van Filips II ‘der Jungherr’ van Nassau-Wiesbaden                                   | Voorouders van Filips II ‘der Jungherr’ van Nassau-Wiesbaden                                   | Voorouders van Filips II ‘der Jungherr’ van Nassau-Wiesbaden                                   | Voorouders van Filips II ‘der Jungherr’ van Nassau-Wiesbaden                    | Voorouders van Filips II ‘der Jungherr’ van Nassau-Wiesbaden                    | Voorouders van Filips II ‘der Jungherr’ van Nassau-Wiesbaden                    | Voorouders van Filips II ‘der Jungherr’ van Nassau-Wiesbaden                    |
| ------------------------------------------------------------ | ---------------------------------------------------------------------------------------------- | ---------------------------------------------------------------------------------------------- | ---------------------------------------------------------------------------------------------- | ---------------------------------------------------------------------------------------------- | ------------------------------------------------------------------------------- | ------------------------------------------------------------------------------- | ------------------------------------------------------------------------------- | ------------------------------------------------------------------------------- |
| Betovergrootouders                                           | Adolf II van Nassau-Wiesbaden-Idstein (1386–1426) ⚭ 1418 Margaretha van Baden (1404–1442)      | Engelbrecht I van Nassau-Siegen (ca. 1370–1442) ⚭ 1403 Johanna van Polanen (1392–1445)         | Reinhard II van Hanau (?–1451) ⚭ 1407 Catharina van Nassau-Beilstein (?–1459)                  | Lodewijk V van Lichtenberg (1417–1471) ⚭ 1441 Elisabeth van Hohenlohe-Weikersheim (?–1488)     | Jan I van Glymes (?–1427) ⚭ 1418 Johanna van Boutersem (?–1440)                 | Gauthier van Rouvroy (?–1458) ⚭ 1422 Maria van Commercy (?–na 1449)             | Jan II van Brimeu (?–1441) ⚭ 1432 Maria van Mailly (?–1470)                     | Jacob van Rambures (?–?) ⚭ Maria van Berghes-Saint-Winock (?–?)                 |
| Overgrootouders                                              | Johan van Nassau-Wiesbaden-Idstein (1419–1480) ⚭ 1437 Maria van Nassau-Siegen (1418–1472)      | Johan van Nassau-Wiesbaden-Idstein (1419–1480) ⚭ 1437 Maria van Nassau-Siegen (1418–1472)      | Filips I van Hanau-Lichtenberg (1417–1480) ⚭ 1458 Anna van Lichtenberg (1442–1474)             | Filips I van Hanau-Lichtenberg (1417–1480) ⚭ 1458 Anna van Lichtenberg (1442–1474)             | Jan II van Glymes (?–1494) ⚭ Margaretha van Rouvroy (?–?)                       | Jan II van Glymes (?–1494) ⚭ Margaretha van Rouvroy (?–?)                       | Gwijde van Brimeu (1433–1477) ⚭ 1463 Antoinette van Rambures (?–1517)           | Gwijde van Brimeu (1433–1477) ⚭ 1463 Antoinette van Rambures (?–1517)           |
| Grootouders                                                  | Adolf III van Nassau-Wiesbaden (1443–1511) ⚭ 1484 Margaretha van Hanau-Lichtenberg (1463–1504) | Adolf III van Nassau-Wiesbaden (1443–1511) ⚭ 1484 Margaretha van Hanau-Lichtenberg (1463–1504) | Adolf III van Nassau-Wiesbaden (1443–1511) ⚭ 1484 Margaretha van Hanau-Lichtenberg (1463–1504) | Adolf III van Nassau-Wiesbaden (1443–1511) ⚭ 1484 Margaretha van Hanau-Lichtenberg (1463–1504) | Jan III van Glymes (?–1531) ⚭ 1487 Adriana van Brimeu (?–?)                     | Jan III van Glymes (?–1531) ⚭ 1487 Adriana van Brimeu (?–?)                     | Jan III van Glymes (?–1531) ⚭ 1487 Adriana van Brimeu (?–?)                     | Jan III van Glymes (?–1531) ⚭ 1487 Adriana van Brimeu (?–?)                     |
| Ouders                                                       | Filips I van Nassau-Wiesbaden (1492–1558) ⚭ 1514 Adriana van Glymes (1495–1524)                | Filips I van Nassau-Wiesbaden (1492–1558) ⚭ 1514 Adriana van Glymes (1495–1524)                | Filips I van Nassau-Wiesbaden (1492–1558) ⚭ 1514 Adriana van Glymes (1495–1524)                | Filips I van Nassau-Wiesbaden (1492–1558) ⚭ 1514 Adriana van Glymes (1495–1524)                | Filips I van Nassau-Wiesbaden (1492–1558) ⚭ 1514 Adriana van Glymes (1495–1524) | Filips I van Nassau-Wiesbaden (1492–1558) ⚭ 1514 Adriana van Glymes (1495–1524) | Filips I van Nassau-Wiesbaden (1492–1558) ⚭ 1514 Adriana van Glymes (1495–1524) | Filips I van Nassau-Wiesbaden (1492–1558) ⚭ 1514 Adriana van Glymes (1495–1524) |